# Laura Barnett
Laura Barnett (geboren 15. Juli 1982 in London) ist eine britische Schriftstellerin.

## Leben
Laura Barnett studierte Italienisch und Spanisch am Clare College in Cambridge und Journalismus an der City, University of London.  
Sie arbeitete als Journalistin für die Zeitungen The Guardian, The Observer, The Daily Telegraph und für das Magazin Time Out. 
Barnett veröffentlichte 2014 die Ratgeberliteratur Advice from the Players für angehende Schauspieler, gewonnen aus Interviews mit gestandenen Schauspielern. Ihr erster Roman The Versions of Us erschien 2015 und wurde im Vereinigten Königreich in mehr als 240.000 Exemplaren verkauft und in 25 Sprachen übersetzt (Stand Januar 2017).
Barnett ist verheiratet und lebt in London.

## Werke
- Advice from the Players. London : Nick Hern Books, 2014
- The Versions of Us. London : Weidenfeld & Nicolson, 2016
  - Drei mal wir : Roman. Übersetzung Judith Schwaab. Berlin : Kindler, 2016 ISBN 978-3-463-40659-6
- Greatest Hits. London : Weidenfeld & Nicolson, 2017
  - Ein Leben aus leuchtenden Tagen : Roman. Übersetzung Barbara Ostrop. Reinbek bei Hamburg : Kindler, 2018 ISBN 978-3-463-40693-0